# Masdevallia fractiflexa
Masdevallia fractiflexa là một loài lan đặc hữu của đông nam Ecuador.

## Hình ảnh

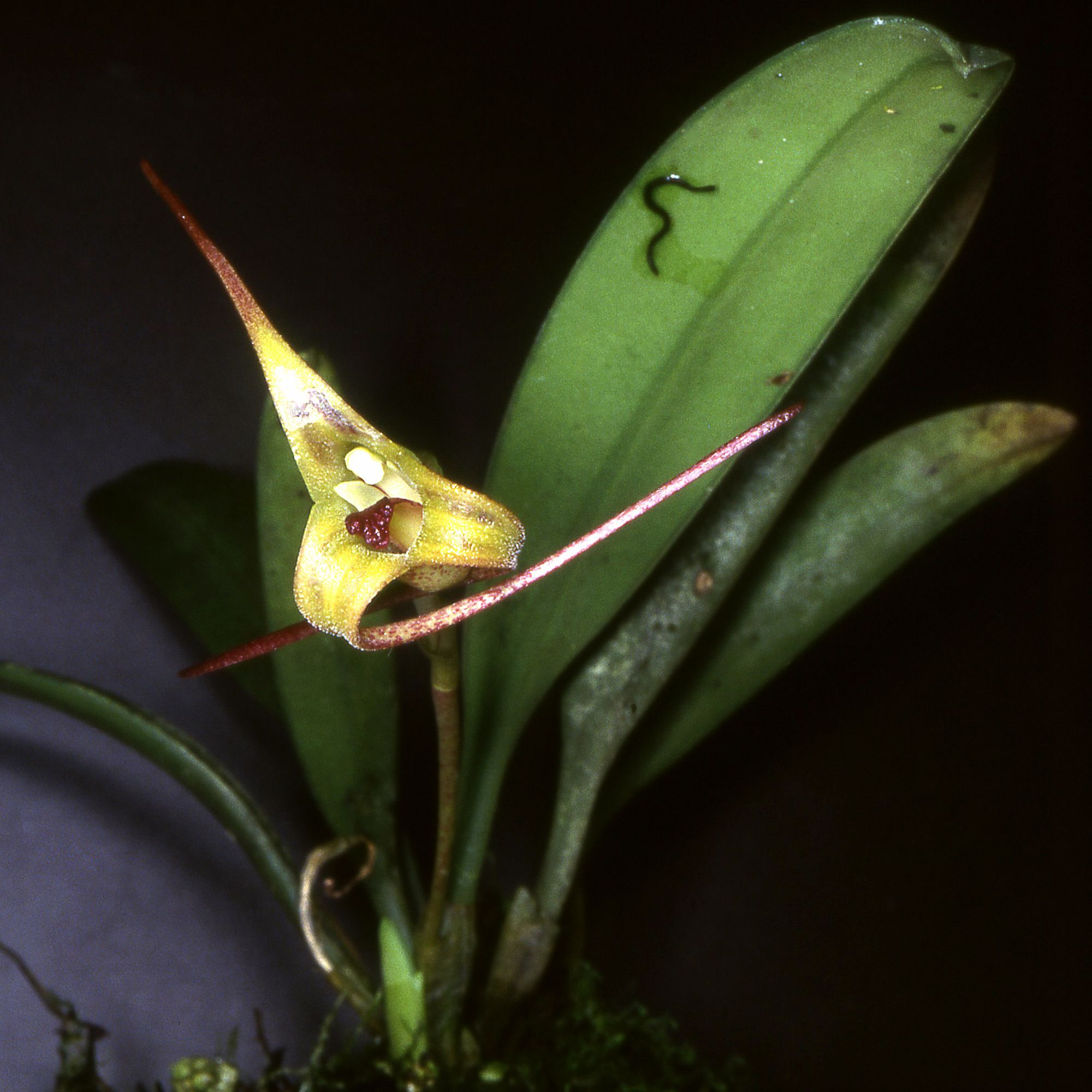
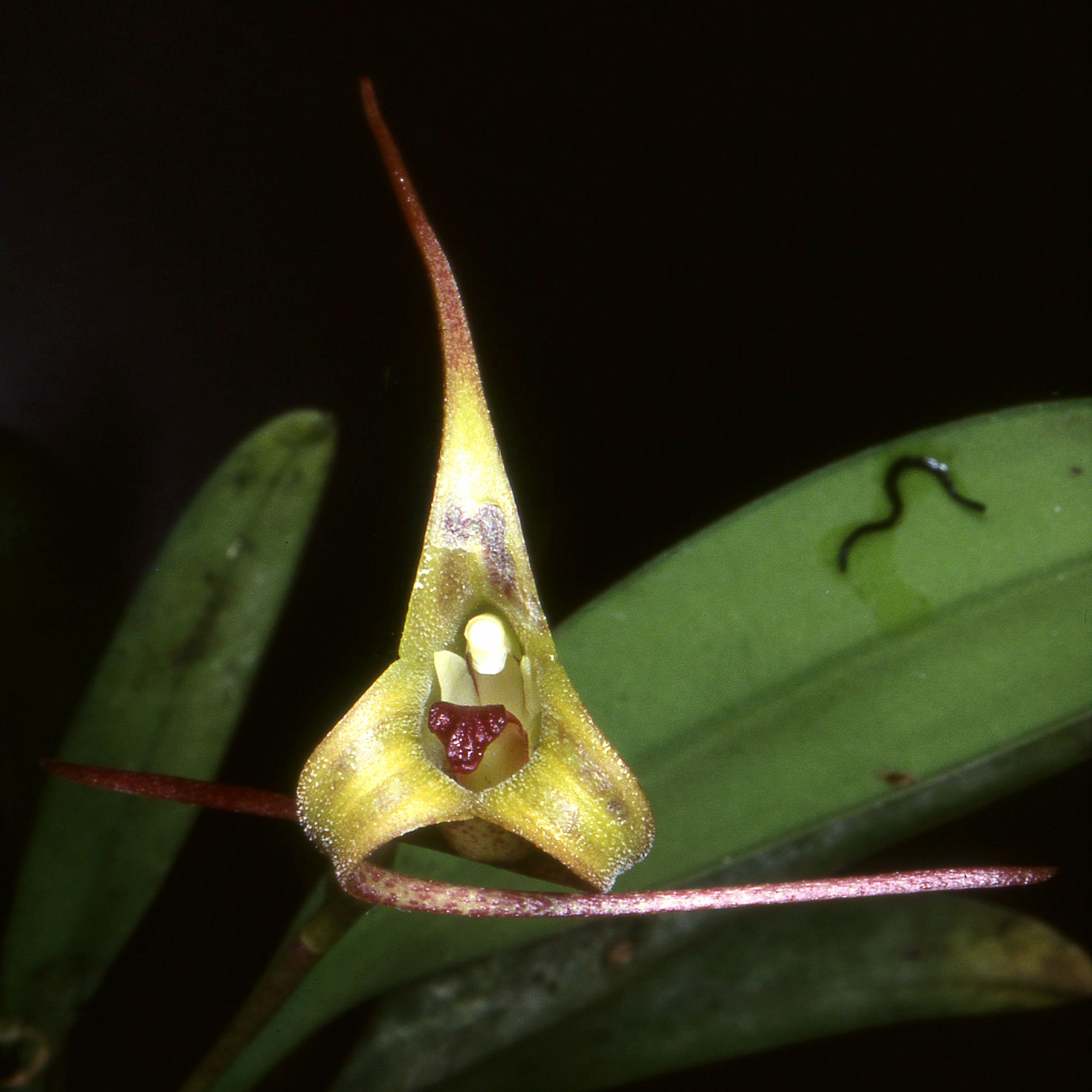
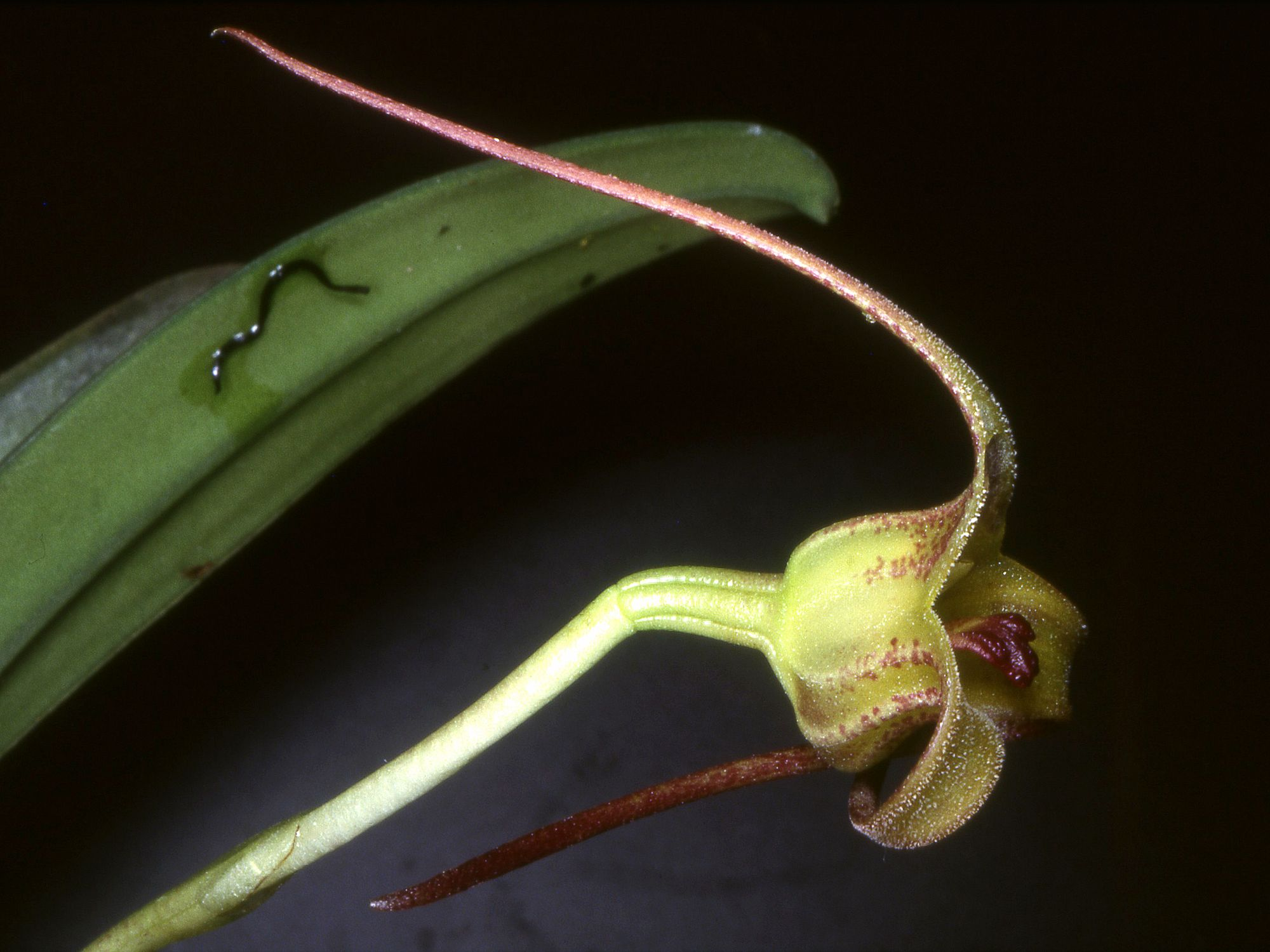
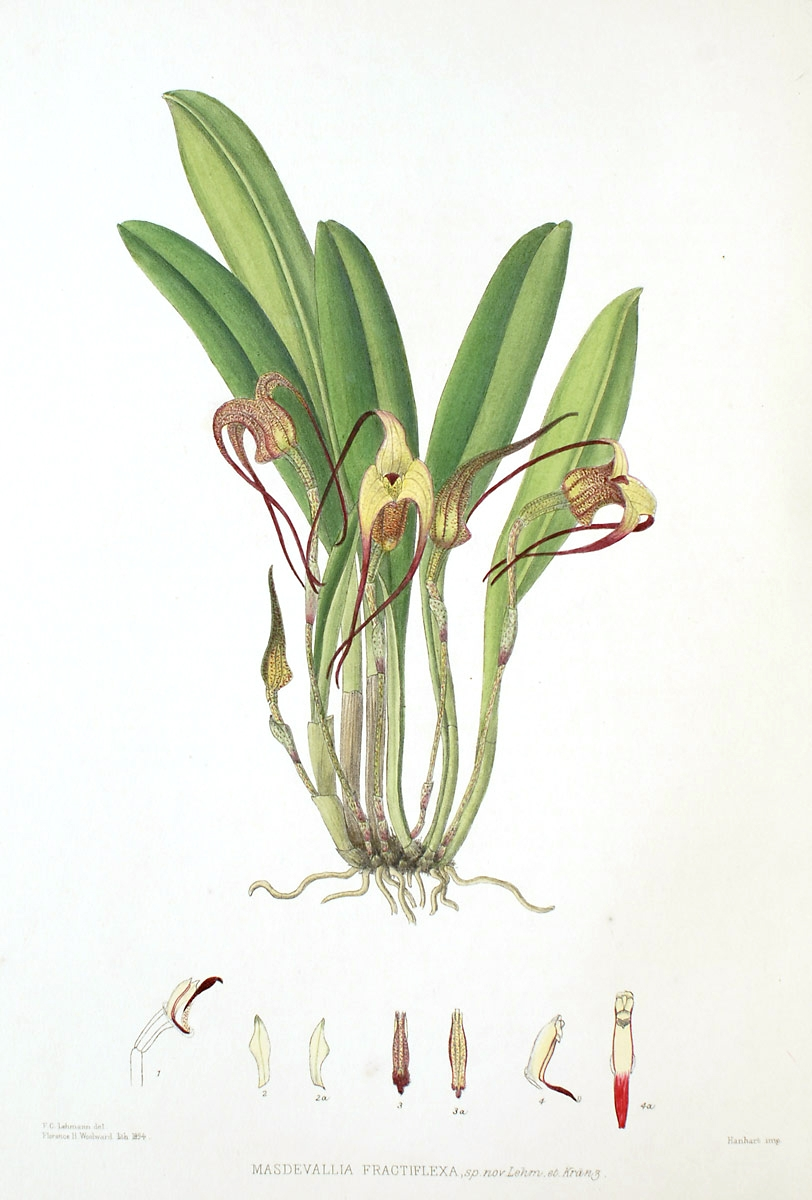